# 1504
Évszázadok: 15. század – 16. század – 17. század
Évtizedek: 1450-es évek – 1460-as évek – 1470-es évek – 1480-as évek – 1490-es évek – 1500-as évek – 1510-es évek – 1520-as évek – 1530-as évek – 1540-es évek – 1550-es évek
Évek: 1499 – 1500 – 1501 – 1502 –  1503 – 1504 – 1505 – 1506 – 1507 – 1508 – 1509

## Események

### Határozott dátumú események
- január 9. – II. Ulászló magyar király szélütést kap.[1]
- január 27. – II. Lajos saluzzói őrgróf halálával az özvegye, Foix-Candale-i Margit saluzzói őrgrófné régensként átveszi az uralmat az őrgrófság felett kiskorú fia, Mihály Antal saluzzói őrgróf nevében. (Margit uralkodik 1526-ig, a lemondásáig a fiával együtt, míg a fia, Mihály Antal 1526-tól egyedül a haláláig, 1528-ig.)
- január 31. – Franciaország átengedi Nápolyt Aragóniának, II. Ferdinánd aragóniai király a Nápolyi Királyság királya lesz III. Ferdinánd néven.
- február 29. – Kolumbusz Kristóf csillagászati ismereteit használja fel egy holdfogyatkozás során, hogy meggyőzze az indián bennszülötteket arról, hogy őt kell szolgálniuk.
- szeptember 8. – Firenzében felállítják Michelangelo Buonarroti Dávid című szobrát.[2]
- szeptember 10. – III. (Jó) Károly savoyai herceg trónra lépése. (II. Filibert öccse, 1553-ban ehunyt.)
- november 7. – Kolumbusz Kristóf visszatér Spanyolországba negyedik útjáról, melyen felfedezte Közép-Amerika partjait a mai Belize és Panama között.[3]
- november 26. – Kasztíliai Izabella halála után a lánya, II. (Őrült) Johanna örökli a kasztíliai trónt. (1504-től 1506-ig a távollétében az apja, II. Ferdinánd aragóniai király vitte az államügyeket. 1506-ban rövid ideig férjével, Habsburg (Szép) Fülöp főherceggel együtt uralkodott annak haláláig. 1507-től "őrültsége" miatt apja, II. Ferdinánd aragóniai király kineveztette magát régensnek a lánya helyett, majd Ferdinánd halála (1516) után Johanna elsőszülött fia, Habsburg Károly főherceg szintén csak a régensi címet viselte anyja mellett. A királynő névlegesen haláláig, 1555-ig uralkodott.)

### Határozatlan dátumú események
- április – A magyar országgyűlés Perényi Imrét választja nádorrá. Törvényt hoz arról, hogy jobbágynak tilos a halászat és vadászat.
- az év folyamán –
  - III. István moldvai fejedelem háborúja az Oszmán Birodalom és Lengyelország ellen.[forrás?]
  - Bábur megostromolja és elfoglalja Kabult.

## Születések
- január 17. – V. Piusz pápa († 1572)[4]
- május 29. – Verancsics Antal királyi helytartó, bíboros, diplomata, történetíró († 1573)
- július 18. – Heinrich Bullinger svájci reformátor († 1575)
- augusztus 6. – Matthew Parker, Canterbury érseke († 1575)

## Halálozások
- január 27. – II. Lajos saluzzói őrgróf (* 1438)
- július 2. – III. (Nagy) István moldvai fejedelem (* 1433)
- július 29. – Thomas Stanley, Derby első lordja (* 1435)
- szeptember 9. – IV. Frigyes nápolyi király (* 1452)
- szeptember 10. – II. Filibert savoyai herceg (* 1480)
- október 12. – Corvin János horvát-szlavón bán, Mátyás király természetes fia (* 1473)
- november 26. – Katolikus Izabella, Kasztília királynője, II. (Aragóniai) Ferdinánd felesége, Aragóniai Katalin angol királyné anyja, Kolumbusz Kristóf fő támogatója (* 1451)
- Domenico Maria Novara da Ferrara, csillagász, Kopernikusz tanára (* 1454)